# Raša Sraka
Raša Sraka, née le 10 octobre 1979, est une judokate slovène évoluant dans la catégorie des moins de 70 kg (poids moyens). 

## Palmarès

### Palmarès international
| Année | Compétition           | Lieu         | Résultat | Catégorie      |
| ----- | --------------------- | ------------ | -------- | -------------- |
| 2002  | Championnats d'Europe | Maribor      | 3e       | Moins de 70 kg |
| 2003  | Championnats d'Europe | Düsseldorf   | 1re      | Moins de 70 kg |
| 2004  | Championnats d'Europe | Bucarest     | 3e       | Moins de 70 kg |
| 2005  | Championnats du monde | Le Caire     | 3e       | Moins de 70 kg |
| 2010  | Championnats d'Europe | Vienne       | 2e       | Moins de 70 kg |
| 2010  | Championnats du monde | Tokyo        | 3e       | Moins de 70 kg |
| 2012  | Championnats d'Europe | Tcheliabinsk | 3e       | Moins de 70 kg |